# 후버빌

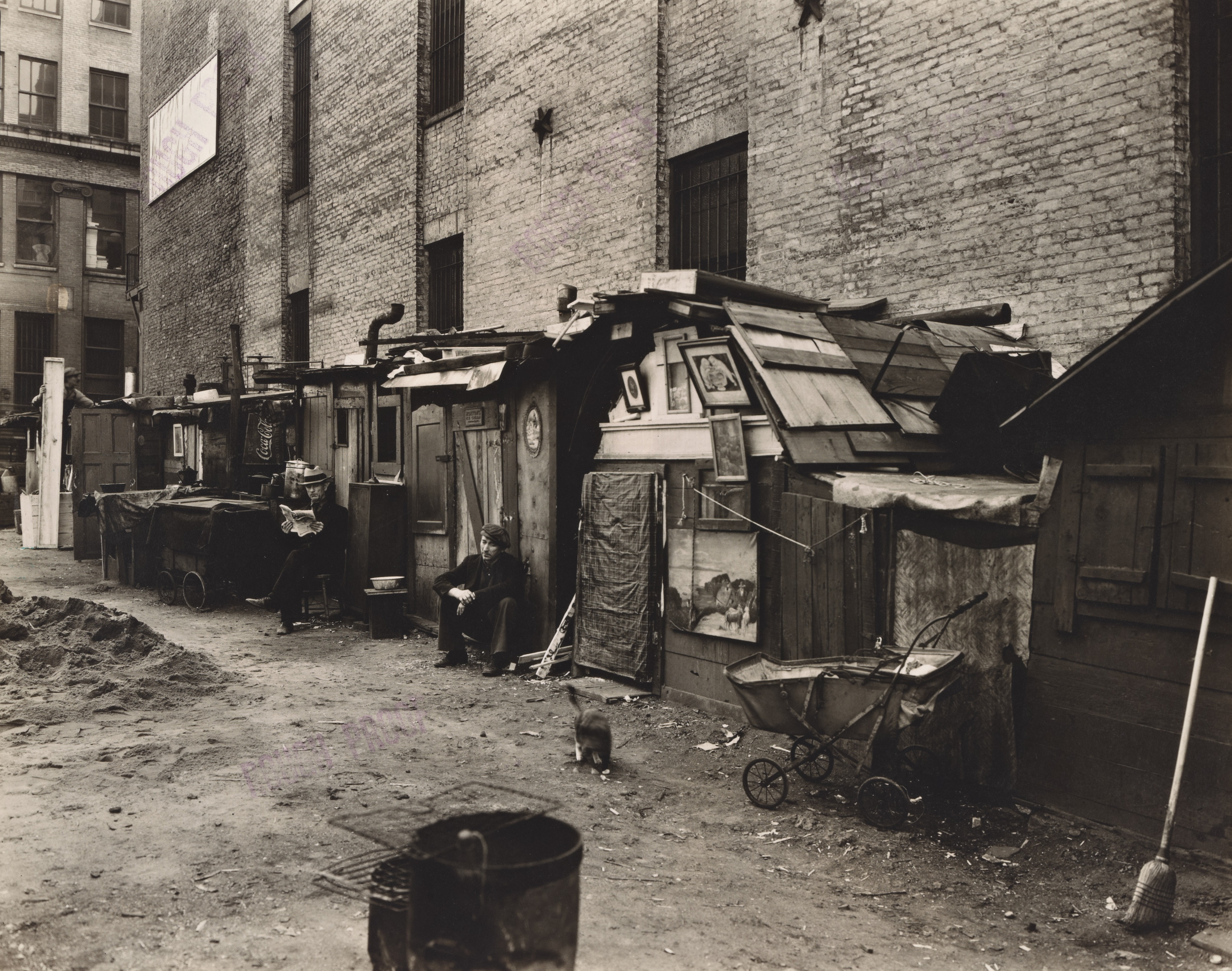
1935년 사진.

후버빌(Hooverville)은 대공황 시기 미국의 노숙자들이 지은 판자촌이다. 당시 대공황의 책임소재를 두고 대대적으로 비난받은 미국 대통령 허버트 후버의 이름이 붙었으며, 공식적으로 그 이름을 고안한 사람은 민주당전국위원회의 찰스 마이켈슨이라는 사람이었다. 1930년대 미국 전역에 걸쳐 수백 개의 후버빌이 있었으며, 이 슬럼가의 거주자 수는 수십만 명에 달했다.